# Western Mail
Il Western Mail è un quotidiano pubblicato da Media Wales Ltd a Cardiff, Galles di proprietà della società editoriale più grande del Regno Unito, la Trinity Mirror.
Si autodefinisce «il giornale nazionale del Galles» (in origine «il giornale nazionale del Galles e Monmouthshire»), nonostante abbia una circolazione molto limitata nel Galles del Nord. Il documento è stato pubblicato in formato fogliolargo fino al 2004, quando divenne un compatto.

## Storia
Il giornale fu fondato a Cardiff nel 1869 da John Crichton-Stuart, III marchese di Bute, come quotidiano conservatore da un centesimo con il fine di promuovere le aspirazioni politiche dello stesso Marchese. Henry Lascelles Carr, editore dal 1869, acquistò la testata con Daniel Owen nel 1877. Sotto Carr, e successivamente sotto William Davies, il giornale divenne uno dei più influenti del Galles. Storicamente nel Galles meridionale il Western Mail è sempre stato associato ai suoi proprietari originari, gli industriali del carbone e del ferro. Spesso questo ha fatto sì che il giornale fosse considerato con un notevole grado di inimicizia, soprattutto durante gli scioperi dell'industria carbonifera del XX secolo. Questa associazione tra il giornale e la sua proprietà era così forte che ancora oggi nel Galles meridionale c'è una certa diffidenza nei confronti del giornale.
Al contrario, e in particolare dopo la devolution, il giornale ha adottato una posizione populista, localista e favorevole al Galles, soprattutto nel tentativo di trovare un'attenzione gallese alle principali notizie. Il giornale ha anche posto l'accento su questioni comunitarie come la chiusura delle scuole gallesi. Il giornale dedica gran parte della sua copertura al rugby gallese.